# Dragoș Temelie
Dragoș Temelie (n.  1975, Galați) a făcut parte din trupa pop-dance In-Team impreuna cu Gabriel Cristea între 1999-2003 editând 4 albume de studio și alături de care a câștigat Premiul Redacției Muzicale în 2000 din partea lui Titus Andrei. Începând cu anul 2007 și-a produs și lansat patru albume solo.
În paralel cu muzica, Dragoș Temelie a fost și actor în cadrul companiei de teatru Trianon în care a avut câteva roluri în piese de teatru cum ar fi: „Prințesa și pescarul”, „Luceafărul”, „Piticul înțelept”, „Domnița furată”, „Fetița cu chibriturile”, „Făt-Frumos din lacrimă”, „Faust”, „David Coperfield”, „Spaima Zmeilor”, „Lecția”, „Cerere în căsătorie”.
A fost prezentator și realizator al unei emisiuni TV numită „Joi cu trupe noi” la postul local „Express TV” Galați. Apare în multe emisiuni TV printre care și emisiunea „Jula și prietenii” realizată de solistul Alexandru Jula.
În prezent Dragoș este clăparul trupei Pedestrians cât și tenor în Corul Bach al Bisericii Negre din Brașov.

## Studii
- Liceul de muzică „Dimitrie Cuclin”, Galați (profil pedagogie muzicală), 1994
- Facultatea de Muzică din București (profil pedagogie muzicală), 2006

## Discografie
- In-Team
  - „Regăsire” (2000)
  - „Acord Final” (2001)
  - „Sevraj” (2003)
  - "This is not the end" (2012)
- Solo
  - „Așteptare” (2007)
  - „Surrounded” (2011)
  - "Singur" (2012)
  - "Cândva" (2020)